# Gallup (Novo México)
Gallup é uma cidade no Condado de McKinley, no estado do Novo México, nos Estados Unidos da América. Sua população era de 20 209 no censo demográfico de 2000. É a sede e maior cidade do Condado de McKinley.
Gallup foi fundada em 1881 para ser um dos pontos de parada da BNSF Railway, que liga Albuquerque, no Novo México, a Needles, na Califórnia.
Gallup é por vezes chamada de "Capital Indígena do Mundo", já que está localizada no coração de terras de nativos americanos, onde um terço da população residente descende de tribos Navajo, Zuni, e Hopi, entre outras.
A famosa U.S. Route 66, que liga o leste americano ao oeste, passa pela cidade de Gallup, e a cidade também é mencionada na letra da música "Route 66".
A cidade de Gallup tem uma área total de (35km2) de terra e está localizado em 35 ° 31'41 ″ N 108 ° 44'33 ″ W (35,5280783, -108,7425843). 

## História
Gallup foi estabelecida em 1881 no seguimento do avanço para oeste da linha de comboio. O nome da cidade foi tributo a David Gallup, um tesoureiro da Atlantic and Pacific Railroad. Durante a Segunda Guerra Mundial, a cidade lutou com sucesso que para que 800 Americanos Japoneses ficassem fora dos campos de isolação. Gallup é conhecido como o centro do Território Indio porque se situa em terras ancestrais às tribos nativas norte americanas.